# Porites compressa
Espèce
Statut CITES
Porites compressa est une espèce de cnidaire appartenant à la famille des Poritidae. Il se trouve de plus en plus sur les récifs coralliens et les lagons peu profonds dans les régions tropicales des océans Indien et Pacifique.